# شوریک (خوی)
شوریک، روستایی است از توابع بخش صفاییه و در شهرستان خوی استان آذربایجان غربی ایران. این روستا از جمله نواحی سردسیر و پر برف شهرستان خوی است به طوری که فصل سرما در آن تا هشت ماه از سال ادامه دارد.
مردم روستای شوریک به زبان ترکی آذربایجانی صحبت می‌کنند و شغل بیشتر آن‌ها کشاورزی، دامداری و قالی بافی است.

## جمعیت
این روستا در دهستان سکمن‌آباد قرار داشته و بر اساس سرشماری سال ۱۳۸۵ جمعیت آن ۳۵۴ نفر (۸۰ خانوار)
بوده‌است.